# سدشمو
 سد شمو ، من السدود الحديثة التي أنشئت في عام 1986 م، في أسفل هضبة سلسلة جبال الناخ في شمال كوخرد التابعة لناحية كوخرد ( بالفارسية: بخش كوخرد ) من توابع مدينة بستك في محافظة هرمزگان في جنوب إيران. 
يقع هذا السد في مجرى (وادي شمو)، وهو وادي عميق جداً ويقع في شمال البلاد.

## فيضانات وادي شمو
لقد تسببت فيضانات هذا الوادي في تدمير كوخرد أربع مرات بين أعوام:(192 هـ ــ 815 م)، حينما كانت تعرف كوخرد باسم (سيبه)، ثم عام 1296هـ، وثم عام 1367 هـ، ثم عام 1400 هـ.
- لذلك قام أهالي كوخرد ببناء هذا السد ليتجنبوا مثل هذه الكوارث، وبالتالي تجميع المياه والاستفادة منها لري البساتين ومزارع النخيل. أما فائض منها فتغوص في طبقات قشرة الأرض حيث تخزن فيها.

## تاريخ بناء السد
لقد تم بناء هذا السد في عام 1986 م، وبمساعدة أهل الخير والتجار من دول الخليج.
- وهنا تجدر الإشارة أن معظم المرافق العامة في كوخرد والقرى التابعة لها، من البرك والآبار والمدارس والمساجد والمستشفيات يتم بنائها بواسطة أهل الخير والإحسان من دول الخليج، بالإضافة إلى مساعدات أهل البلاد في تمويل المشروعات الحيوية في البلاد، ليس هذا فحسب، بل أن هناك آناس أخيار محبون للخير في كل زمان ومكان، ولهم آيادي بيضاء، ولهم في ذلك آثار، من الآبار والبرك والربط «كاروانسراء» (1)، حيث أن القدماء بنوا الربط (كاروانسراء) في الطرقات البعيدة ووفروا الماء للسيارة والمسافرين.
- يقول الشاعر محمد أفراز في وصف سد شمو هذه الأبيات :

- 1.  الربط (كاروانسراء) :  بيوت للمسافرين والقوافل على الطرقات البعيدة، وهي لفظة فارسية مشتقة من كلمتين: (كاروان) وتعني: القافلة. و(سراء) تعني: المنزل. مبنية من الحصى والجص و الصاروج وسقفها محدب، ولها باب واحد وعدة فتحات في جوانبها للتهوية.

## وصلات خارجية
- سد جاويد
- سد جابر
- سد بز
- سد بست كز
- الصاروج
- التقسيمات الإدارية لمحافظة هرمزگان نسخة محفوظة 2 مارس 2012 على موقع واي باك مشين.